# جوجل برين
جوجل برين (الترجمة الحرفية: عقل جوجل) هو فريق أبحاث ذكاء اصطناعي يستعمل تقنيات التعلم العميق في جوجل. تم إنشاء جوجل برين في أوائل عام 2010، ويجمع بين أبحاث التعلم الآلي المفتوحة وأنظمة المعلومات وموارد الحوسبة واسعة النطاق.

## التاريخ
بدأ مشروع جوجل برين في عام 2011 كتعاون بحثي بدوام جزئي بين الباحثين في جوجل جيف دين وغريغ كورادو، والأستاذ بجامعة ستانفورد أندرو نج. كان اندرو نج مهتمًا باستخدام تقنيات التعلم العميق لحل مشكلة الذكاء الاصطناعي منذ عام 2006، وفي عام 2011 بدأ التعاون مع دين وكورادو لبناء نظام البرمجيات للتعلم العميق على نطاق واسع، ديستبليف (يعرف حاليا ب تنسرفلو)،  لدمجه في البنية التحتية للحوسبة السحابية من جوجل. بدأ جوجل برين كمشروع ضمن شركة اكس التابعة لجوجل، وحقق نجاح وتطور لدرجة أنه أعيد إلى شركة جوجل الام: قال استرو تيلر إن جوجل برين دفع التكلفة الكاملة لشركة جوجل اكس.
في يونيو 2012، ذكرت صحيفة نيويورك تايمز أن مجموعة مكونة من 16000 معالج في 1000 جهاز كمبيوتر مخصصة لتقليد بعض جوانب نشاط الدماغ البشري قد دربت نفسها بنجاح على التعرف على قطة بناءً على 10 ملايين صورة رقمية مأخوذة من مقاطع فيديو يوتيوب. كما غطت الإذاعة الوطنية العامة القصة.
في مارس 2013، عينت جوجل جيفري هينتون، الباحث الرائد في مجال التعلم العميق، واستحوذت على شركة DNNResearch Inc. برئاسة هينتون. قال هينتون إنه سيقسم وقته المستقبلي بين أبحاثه الجامعية وعمله في جوجل.

## الفريق والموقع
تم إنشاء جوجل برين في البداية بواسطة الباحث في جوجل جيف دين، والأستاذ الزائر في جامعة ستانفورد أندرو نج. في عام 2014، ضم الفريق جيف دين وكوك لو وإيليا سوتسكيفر وأليكس كريجفسكي وسامي بينجيو وفينسنت فانهوك. في عام 2017، ضم أعضاء الفريق أنيليا أنجيلوفا، وسامي بينجيو، وجريج كورادو، وجورج دال، ومايكل إيزارد، وأنجولي كانان، وهوجو لاروشيل، وكريس أولاه، وصالح إدنير، وفنسنت فانهوك، وفيجاي فاسوديفان، وفيرناندا فيجاس. انضم كريس لاتنر، الذي ابتكر لغة البرمجة سويفت الخاصة بشركة أبل ثم أدار فريق تسلا للحكم الذاتي لمدة ستة أشهر، ثم انتقل بعدها إلى فريق جوجل برين في أغسطس 2017. ترك لاتنر الفريق في يناير 2020 وانضم إلى شركة ساي فاي.
في عام 2021، قاد جيف دين وجيفري هينتون وزوبين قهرماني جوجل برين. ومن بين الأعضاء الآخرين كاثرين هيلر، وبي تشوان تشانغ، وإيان سيمون، وجان فيليب فيرت، ونيفينا لازيك، وأنيليا أنجيلوفا، ولوكاسز كايزر، وكاري جون كاي، وإريك بريك، وروومينغ بانغ، وكارلوس ريكيلمي، وهوجو لاروشيل، وديفيد ها. غادر سامي بنجيو الفريق في أبريل 2021  حيث تولى بعده زوبين قهرماني مسؤولياته.
تعتبر جوجل برين جزء من مراكز ابحاث جوجل، ومقرها في ماونتن فيو، كاليفورنيا. كما أن لديها مجموعات أقمار صناعية في أكرا وأمستردام وأتلانتا وبكين وبرلين وكامبردج (ماساتشوستس) وإسرائيل ولوس أنجلوس ولندن ومونتريال وميونخ ونيويورك سيتي وباريس وبيتسبرغ وبرينستون وسان فرانسيسكو وسياتل وطوكيو وتورنتو. وزيوريخ.

## المشاريع

### نظام تشفير مبتكر بالذكاء الاصطناعي
في أكتوبر 2016، صمم جوجل برين تجربة لتحديد أن الشبكات العصبية قادرة على تعلم التشفير المتماثل الآمن. في هذه التجربة، تم إنشاء ثلاث شبكات عصبية: أليس وبوب وايف. باستعمال فكرة شبكة الخصومة التوليدية (GAN)، كان الهدف من التجربة هو أن ترسل أليس رسالة مشفرة إلى بوب يستطيع بوب فك تشفيرها، لكن الخصم، ايف، لم يستطع ذلك. حافظت أليس وبوب على ميزة تفوقها على إيف، حيث تقاسموا مفتاحًا يستخدم للتشفير وفك التشفير. من خلال القيام بذلك، أظهر جوجل برين قدرة الشبكات العصبية على تعلم التشفير الآمن.

### تحسين الصورة
في فبراير 2017، حدد جوجل برين طريقة احتمالية لتحويل الصور بدقة 8x8 إلى دقة 32x32. الطريقة المبنية على نموذج احتمالي موجود بالفعل يسمى pixelCNN لإنشاء ترجمات بكسل.
يستخدم البرنامج المقترح شبكتين عصبيتين لعمل تقديرات تقريبية لتركيب البكسل للصور المترجمة. تعمل الشبكة الأولى، المعروفة باسم «شبكة التكييف»، على تقليص حجم الصور عالية الدقة إلى 8 × 8 وتحاول إنشاء تعيينات من الصورة الأصلية 8 × 8 إلى تلك عالية الدقة. تستخدم الشبكة الأخرى، المعروفة باسم «الشبكة السابقة»، التعيينات من الشبكة السابقة لإضافة مزيد من التفاصيل إلى الصورة الأصلية. الصورة المترجمة الناتجة ليست نفس الصورة بدقة أعلى، بل هي تقدير دقة 32 × 32 بناءً على صور أخرى عالية الدقة موجودة. تشير نتائج جوجل برين إلى إمكانية قيام الشبكات العصبية بتحسين الصور.

### ترجمة جوجل
ساهم فريق جوجل برين في مشروع ترجمة جوجل من خلال استخدام نظام تعليم عميق جديد يجمع بين الشبكات العصبية الاصطناعية وقواعد بيانات ضخمة للنصوص متعددة اللغات.  في سبتمبر 2016، تم إطلاق جوجل للترجمة الالية العصبية، وهو إطار عمل تعليمي شامل قادر على التعلم من عدد كبير من البيانات. في السابق، كان نهج الترجمة الآلية القائمة على العبارات (PBMT) في الترجمة من جوجل يحلل إحصائيًا كلمة بكلمة ويحاول مطابقة الكلمات المقابلة في لغات أخرى دون مراعاة العبارات المحيطة في الجملة. ولكن بدلاً من اختيار بديل لكل كلمة فردية في اللغة المرغوبة، تقوم GNMT بتقييم مقاطع الكلمات في سياق بقية الجملة لاختيار بدائل أكثر دقة. مقارنة بنماذج PBMT القديمة، سجل نموذج GNMT تحسنًا بنسبة 24٪ في التشابه مع الترجمة البشرية، مع انخفاض بنسبة 60٪ في الأخطاء. أظهرت GNMT أيضًا تحسنًا كبيرًا في الترجمات الصعبة، مثل الصينية إلى الإنجليزية.
بينما أدى تقديم GNMT إلى زيادة جودة ترجمات جوجل للغات التجريبية، كان من الصعب جدًا إنشاء مثل هذه التحسينات لجميع لغاتها البالغ عددها 103. لمعالجة هذه المشكلة، تمكن فريق Google Brain من تطوير نظام جوجل للترجمة الآلية العصبية متعدد اللغات، والذي وسع النظام السابق من خلال تمكين الترجمات بين لغات متعددة. علاوة على ذلك، فإنه يسمح للترجمات الصفرية، وهي ترجمات بين لغتين لم يسبق للنظام رؤيتها صراحة من قبل. أعلنت جوجل أن خدمة الترجمة من جوجل يمكنها الآن أيضًا الترجمة بدون نسخ، باستخدام الشبكات العصبية. هذا يعني أنه من الممكن ترجمة الكلام في إحدى اللغات مباشرة إلى نص بلغة أخرى، دون تحويله أولاً إلى نص. وفقًا للباحثين في جوجل برين، يمكن تجنب هذه الخطوة الوسيطة باستخدام الشبكات العصبية. لكي يتعلم النظام هذا، قاموا بتعريضه لساعات عديدة من الصوت الإسباني مع النص الإنجليزي المقابل. كانت الطبقات المختلفة للشبكات العصبية، التي تنسخ الدماغ البشري، قادرة على ربط الأجزاء المقابلة وبالتالي معالجة شكل الموجة الصوتية حتى يتم تحويلها إلى نص إنجليزي. عيب آخر لنموذج GNMT هو أنه يتسبب في زيادة وقت الترجمة بشكل كبير مع عدد الكلمات في الجملة. تسبب هذا في قيام فريق جوجل برين بإضافة 2000 معالج إضافي لضمان استمرار عملية الترجمة الجديدة بسرعة وموثوقية.

### علم الروبوتات
بهدف تحسين خوارزميات التحكم في الروبوتات التقليدية حيث تحتاج المهارات الجديدة للروبوت إلى البرمجة يدويًا، يقوم باحثو الروبوتات في جوجل برين بتطوير التعلم الالي للسماح للروبوتات بتعلم مهارات جديدة بمفردها. يحاولون أيضًا تطوير طرق لمشاركة المعلومات بين الروبوتات بحيث يمكن للروبوتات التعلم من بعضها البعض أثناء عملية التعلم، والمعروفة أيضًا باسم الروبوتات السحابية. نتيجة لذلك، أطلقت شركة جوجل منصة جوجل السحابية للروبوتات للمطورين في عام 2019، في محاولة للجمع بين الروبوتات والذكاء الاصطناعي والحوسبة السحابية لتمكين التشغيل الآلي الفعال من خلال الروبوتات التعاونية المتصلة بالسحابة.
ركزت أبحاث الروبوتات في جوجل برين في الغالب على تحسين وتطبيق خوارزميات التعلم العميق لتمكين الروبوتات من إكمال المهام من خلال التعلم من التجربة و / أو المحاكاة و / أو العروض البشرية و / أو التمثيلات المرئية. على سبيل المثال، أظهر باحثو جوجل برين أن الروبوتات يمكنها تعلم اختيار الأشياء الصلبة ورميها في الصناديق المحددة من خلال التجربة في بيئة دون أن تكون مبرمجة مسبقًا للقيام بذلك. في بحث آخر، قام الباحثون بتدريب الروبوتات على تعلم سلوكيات مثل سكب السائل من الكوب. تعلمت الروبوتات من مقاطع فيديو مظاهرات بشرية مسجلة من وجهات نظر متعددة.
تعاون باحثو جوجل برين مع شركات ومؤسسات أكاديمية أخرى في أبحاث الروبوتات. في عام 2016، تعاون فريق جوجل برين مع باحثين في شركة اكس في بحث حول تعلم التنسيق بين اليد والعين للإمساك الآلي. سمحت طريقتهم بالتحكم في الروبوت في الوقت الفعلي لإمساك الأشياء الجديدة بالتصحيح الذاتي. في عام 2020، أنشأ باحثون من جوجل برين ومختبرات انتل للذكاء الاصطناعي وجامعة كاليفورنيا (بركلي) نموذجًا للذكاء الاصطناعي للروبوتات لتعلم المهام المتعلقة بالجراحة مثل الخياطة من التدريب باستخدام مقاطع فيديو الجراحة.

### التعرف التفاعلي على المتكلم مع التعلم المعزز
في عام 2020، قدم فريق جوجل برين وجامعة ليلي في فرنسا نموذجًا للتعرف التلقائي على المتحدث والذي أطلقوا عليه اسم التعرف التفاعلي على السماعات. تتعرف وحدة ISR على المتحدث من قائمة معينة من المتحدثين فقط من خلال طلب بضع كلمات محددة من المستخدم. يمكن تغيير النموذج لاختيار مقاطع الكلام في سياق التدريب على تحويل النص إلى كلام. يمكنه أيضًا منع مولدات الصوت الضارة لحماية البيانات.

### تنسرفلو
تنسرفلو هي مكتبة برامج مفتوحة المصدر مدعومة من جوجل برين والتي تتيح لأي شخص الاستفادة من التعلم الآلي من خلال توفير الأدوات لتدريب الشبكة العصبية الخاصة به. تم استخدام الأداة من قبل المزارعين لتقليل كمية العمل اليدوي المطلوب لفرز محصولهم، من خلال تدريبها بمجموعة بيانات من الصور التي تم فرزها بواسطة الإنسان.

### ماغنتا
ماغنتا هو مشروع يستخدم جوجل برين لإنشاء معلومات جديدة في شكل فن وموسيقى بدلاً من تصنيف البيانات الموجودة وفرزها. تم تحديث تنسرفلو بمجموعة من الأدوات للمستخدمين لتوجيه الشبكة العصبية لإنشاء الصور والموسيقى. ومع ذلك، وجد فريق من جامعة ولاية فالدوستا أن الذكاء الاصطناعي يكافح من أجل تكرار النية البشرية بشكل مثالي في الفن، على غرار المشكلات التي تواجهها الترجمة.

### التطبيقات الطبية
تم استخدام إمكانات فرز الصور في جوجل برين للمساعدة في اكتشاف حالات طبية معينة من خلال البحث عن أنماط قد لا يلاحظها الأطباء البشريون لتقديم تشخيص مبكر. أثناء فحص سرطان الثدي، وُجد أن هذه الطريقة تحتوي على ربع المعدل الإيجابي الكاذب لأخصائيي علم الأمراض البشري، الذين يحتاجون إلى مزيد من الوقت للنظر في كل صورة ولا يمكنهم قضاء تركيزهم بالكامل على هذه المهمة الواحدة. بسبب التدريب المحدد للغاية للشبكة العصبية لمهمة واحدة، لا يمكنها تحديد الآلام الأخرى الموجودة في الصورة التي يمكن للإنسان اكتشافها بسهولة.

### نموذج النص إلى صورة
جوجل براين أعلنت في سنة 2022 أنها أنشأت إثنان من نماذج النص إلى صورة، تسمى إماجن وبارتي، والتي تنافس دال-إي المملوك لشركة أوبن أيه آي.
في نهاية نفس السنة، المشروع تم توسيعة ليصبح نص إلى فيديو.

### منتجات جوجل الأخرى
تُستخدم تقنية مشاريع جوجل برين حاليًا في العديد من منتجات جوجل الأخرى مثل نظام التعرف على الكلام لنظام نظام تشغيل اندرويد، والبحث عن الصور في صور جوجل، والرد الذكي في جي ميل، وتوصيات الفيديو في يوتيوب.

## السمعة
تلقى جوجل برين تغطية في مجلة وايرد  والاذاعة الوطنية العامة،  ومنتدى تفكير كبير. تضمنت هذه المقالات مقابلات مع أعضاء الفريق الرئيسيين راي كورزويل واندرو نغ، وركزت على تفسيرات أهداف المشروع وتطبيقاته.

### جدل
في ديسمبر 2020، غادرت خبيرة أخلاقيات الذكاء الاصطناعي تيمنت جيبرو شركة جوجل. في حين أن الطبيعة الدقيقة لاستقالتها أو طردها من العمل محل خلاف، كان سبب رحيلها هو رفضها التراجع عن ورقة بعنوان «حول مخاطر الببغاوات العشوائية: هل يمكن أن تكون النماذج اللغوية كبيرة جدًا؟»  استكشفت هذه الورقة المخاطر المحتملة لنمو الذكاء الاصطناعي مثل جوجل برين، بما في ذلك التأثير البيئي، والتحيزات في بيانات التدريب، والقدرة على خداع الجمهور. قدم طلب سحب الورقة ميجان كاتشوليا، نائبة رئيس جوجل برين. اعتبارًا من أبريل 2021، وقع ما يقرب من 7000 موظف حالي أو سابق في جوجل وداعمي الصناعة على خطاب مفتوح يتهم جوجل بـ «الرقابة البحثية» ويدين معاملة جيبرو في الشركة.
في فبراير 2021، طردت جوجل إحدى قادة فريق أخلاقيات الذكاء الاصطناعي في الشركة، مارغريت ميتشل. زعم بيان الشركة أن ميتشل قد انتهكت سياسة الشركة باستخدام أدوات آلية للعثور على الدعم لتيمنت جيبرو. في نفس الشهر، بدأ المهندسون من خارج فريق الأخلاقيات في الاستقالة، مشيرين إلى الإنهاء «غير المشروع» لجيبرو كسبب لذلك. في أبريل 2021، أعلن سامي بنجيو، أحد مؤسسي جوجل برين، استقالته من الشركة. على الرغم من كونه مدير جيبرو، لم يتم إخطار بنجيو قبل إنهاء عملها، ونشر عبر الإنترنت احتجاج لدعمها ودعم ميتشل. بينما ركز خطاب استقالة بنجيو على اسباب شخصية لاستقالته، أشارت مصادر مجهولة لرويترز إلى أن الاضطرابات داخل فريق أخلاقيات الذكاء الاصطناعي لعبت دورًا في اعتباراته.